# Сорга
Сорга̀ (на италиански и на венециански: Sorgà) е малко градче и община в Северна Италия, провинция Верона, регион Венето. Разположено е на 25 m надморска височина. Населението на общината е 3042 души (към 2015 г.).